# Ségestrie florentine
Segestria florentina
Espèce
Synonymes
- Aranea subterranea Barbut, 1781
- Aranea florentina Rossi, 1790
- Aranea perfida Walckenaer, 1802
- Aranea cellaria Latreille, 1804
- Segestria ruficeps Guérin, 1832
- Segestria gracilis Lucas, 1838
- Segestria holmbergi Mello-Leitão, 1944

Segestria florentina, la Ségestrie florentine, est une espèce d'araignées aranéomorphes de la famille des Segestriidae. C'est une grosse araignée noire avec des chélicères bien visibles, dont les reflets iridescents sont caractéristiques. Les femelles peuvent mesurer jusqu'à 22 mm. Malgré sa taille, cette araignée n'est pas vraiment dangereuse pour les humains, hormis un risque d'enflure ou de nécrose de la plaie. Son venin contient des toxines intéressantes en pharmacologie.

## Distribution

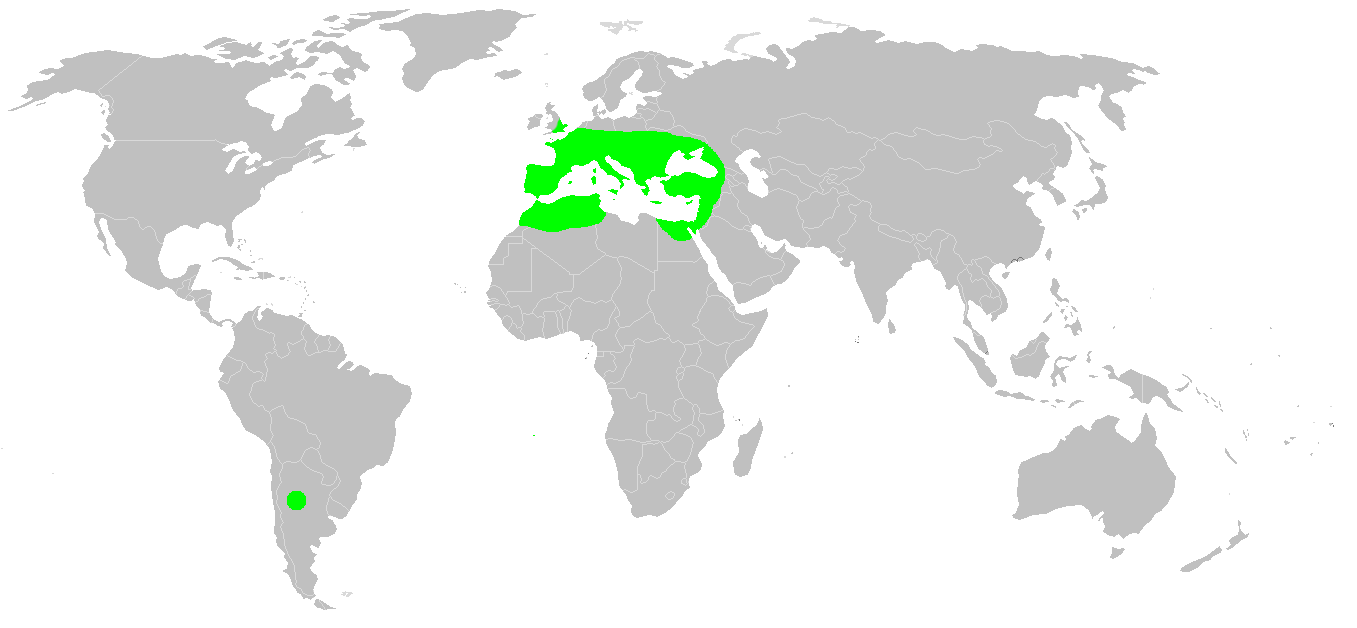
Distribution

Cette espèce se rencontre en Europe et dans le bassin méditerranéen jusqu'en Géorgie.
Elle a été introduite en Angleterre par les transports maritimes au moins depuis 1845. On l'a ainsi retrouvé en Cornouailles, à Bristol et à Gloucester.
Elle a aussi été introduite en Argentine, en Uruguay et au Brésil.

## Description

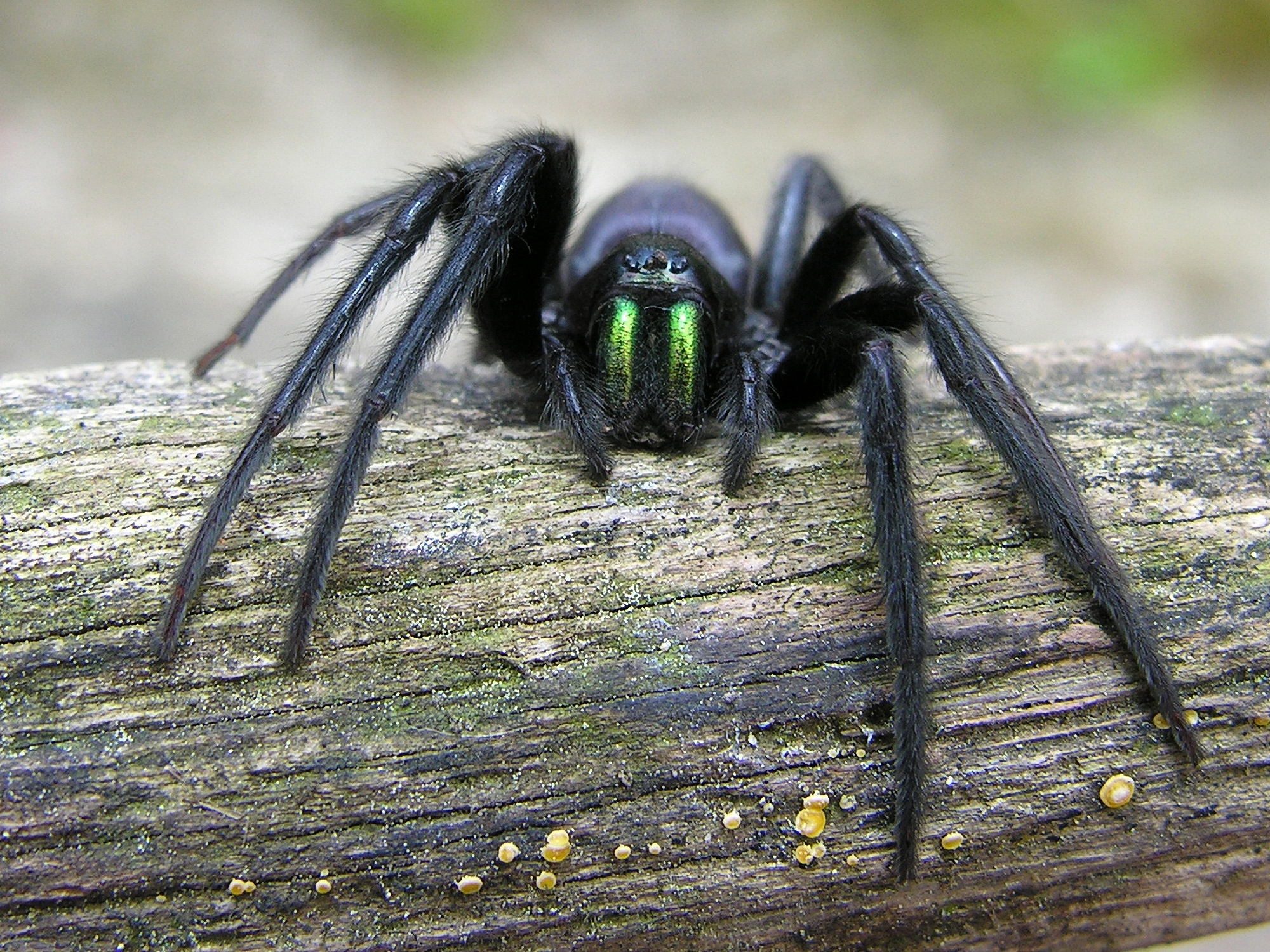
Chez ce spécimen photographié en Espagne, les reflets verts des chélicères apparaissent clairement.

Cette grosse araignée est le plus grand représentant des Segestriidae, elle peut atteindre 22 mm pour les femelles, 15 mm pour les mâles.
Les reflets d'un vert métallique des paturons de ses chélicères sont caractéristiques de cette espèce, bien qu'ils soient plus ou moins apparents selon les spécimens. Cette coloration irisée verte à reflets bronze a été étudiée par des mesures de réflectance (qui montrent un pic spectral à 505 nm), par la microscopie électronique à balayage qui ne montre pas de structure de surface ni de sculpture cuticulaires, ce qui suggère que la cause de l'iridescence est due à une caractéristique interne de la cuticule. La microscopie électronique à transmission a révélé 86 couches alternées sombres et claires dans l'exocuticule, dont les épaisseurs moyennes étaient respectivement de 126 nm ± 28 nm et 88 nm ± 55 nm. Il pourrait s'agir d'alternance de matériaux d'indices de réfraction différents ; peut-être chitine et air. La fonction de cette irisation verte n'est pas connue, et S. florentina est supposée ne disposer que d'une vision relativement pauvre, au profit d'une grande sensibilité aux signaux vibratoires et acoustiques.
La Ségestrie florentine est plus foncée que les autres espèces de son genre, les adultes étant entièrement noirs, les juvéniles grisâtres, avec l'opisthosome orné de motifs, tels ceux de Segestria senoculata. Les individus des deux sexes sont similaires. Les trois premières paires de pattes sont souvent orientées dans la même direction, vers l'avant, alors que la quatrième est toujours dirigée vers l'arrière.
La morsure de cette ségestrie provoque une envenimation de type nécrosante (loxoscelisme) car elle a un venin à action digestive destructrice des protéines.

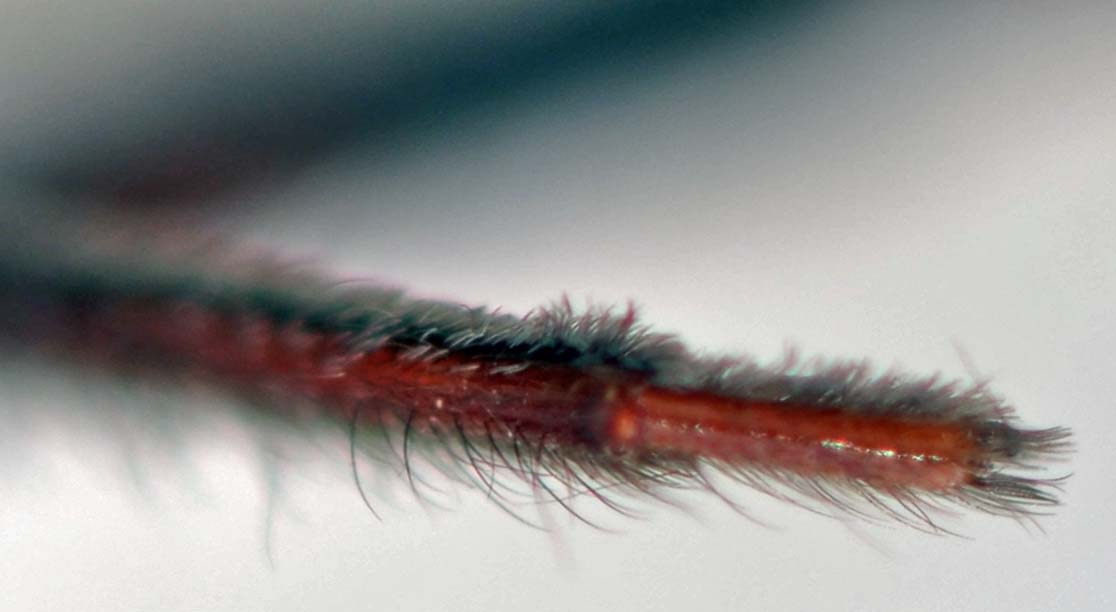
Détail d'une patte (sur cadavre)
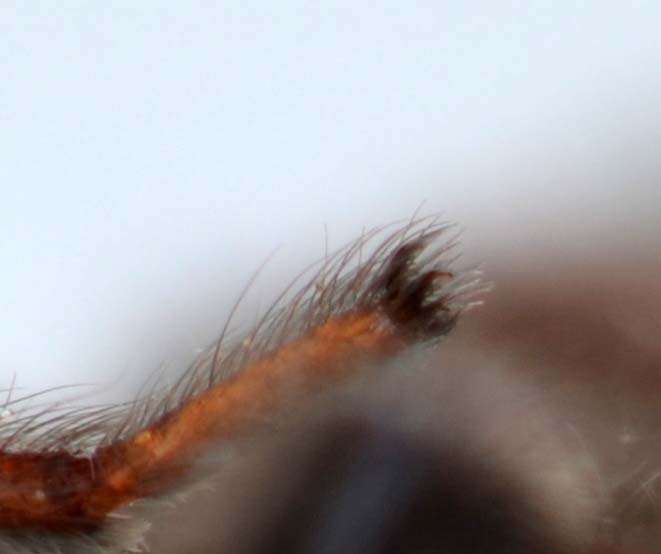
Détail d'une autre patte (sur cadavre)
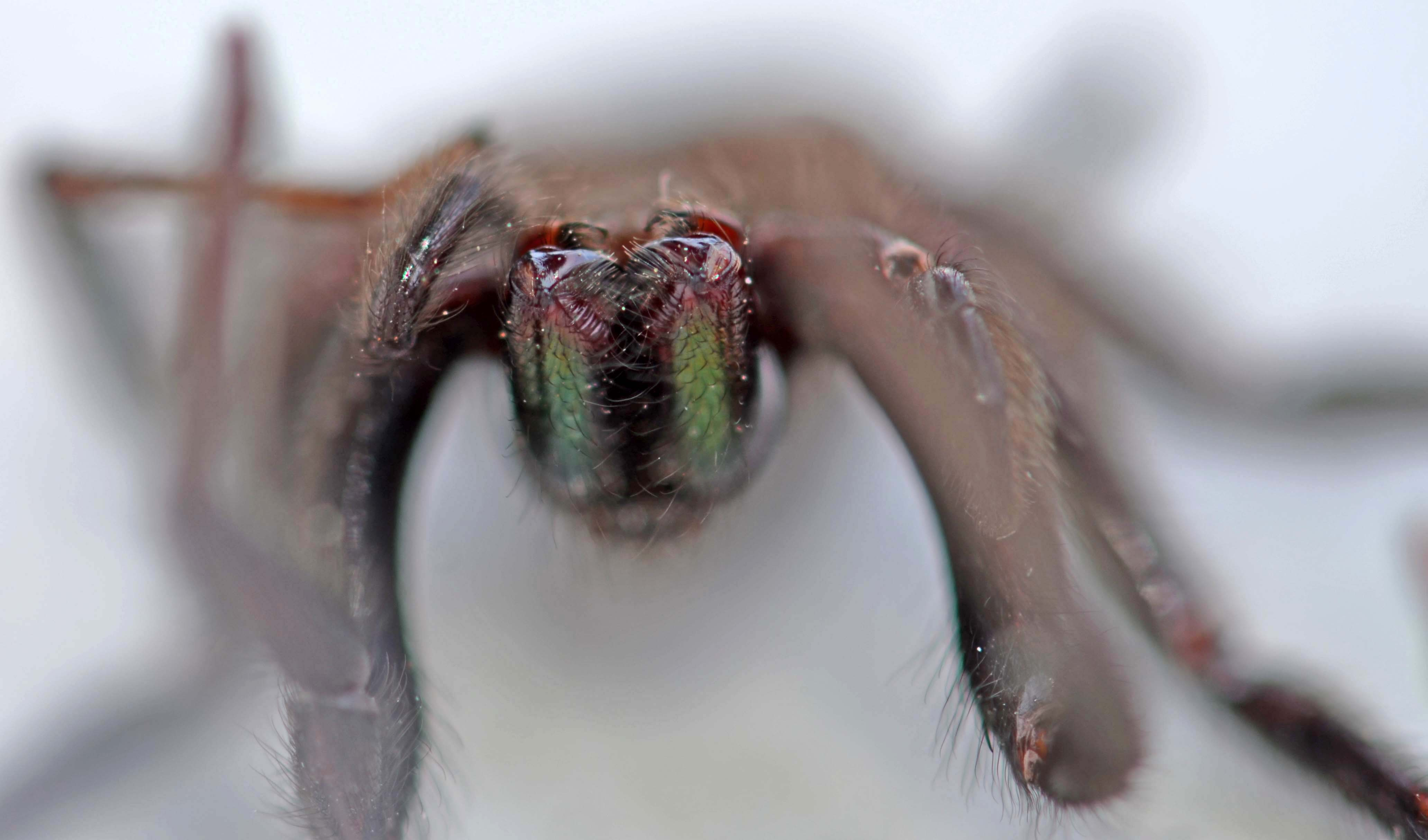
Détail des chélicères (sur cadavre)
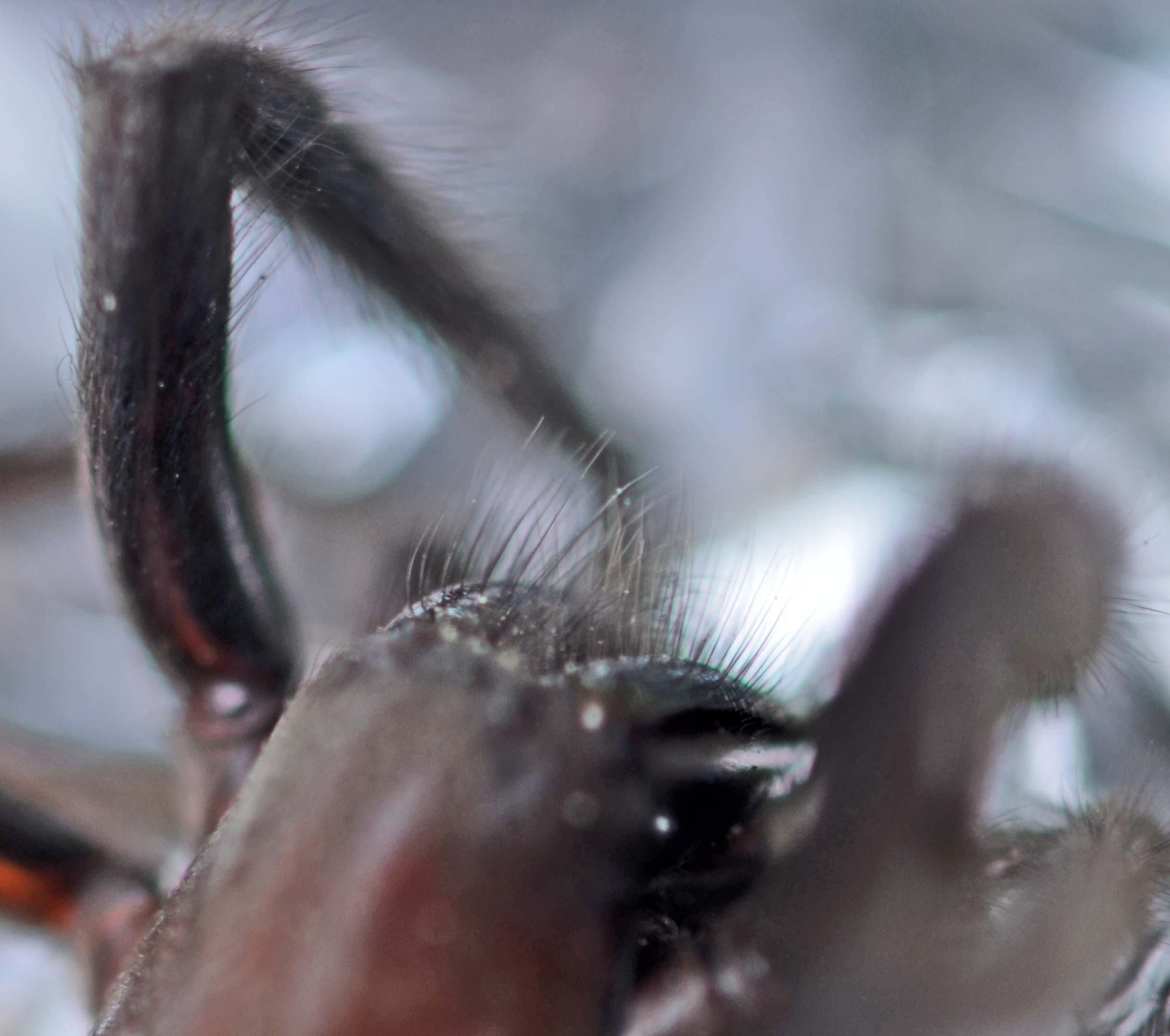
Détail de la pilosité des chélicères (sur cadavre)

## Éthologie
On rencontre les adultes de juin à novembre.
Sa toile est tubulaire et tissée dans les crevasses de pierre et les fissures des bâtiments, ou encore dans les écorces d'arbres. Six lignes de soie ou davantage rayonnent depuis le tube, depuis lequel l'araignée attend, touchant les fils de ses six pattes avant. Les proies déclenchant le piège se font attraper, et l'araignée bat immédiatement en retraite pour la manger dans son repaire, en toute sécurité.
Elles chassent les insectes nocturnes tels les papillons de nuit et des cafards, mais dédaignent les cloportes. Les abeilles et les guêpes sont toujours mordues au niveau de la tête, à l'opposé du dard afin que l'aiguillon ne blesse pas l'araignée. Elle procède de la même façon avec tous les Hyménoptères (guêpe, abeille, bourdon, frelon, etc.).
L'araignée peut être leurrée, et sortir de son trou si l'on touche doucement les fils de soie avec un bâton, le soir ou la nuit.

## Reproduction

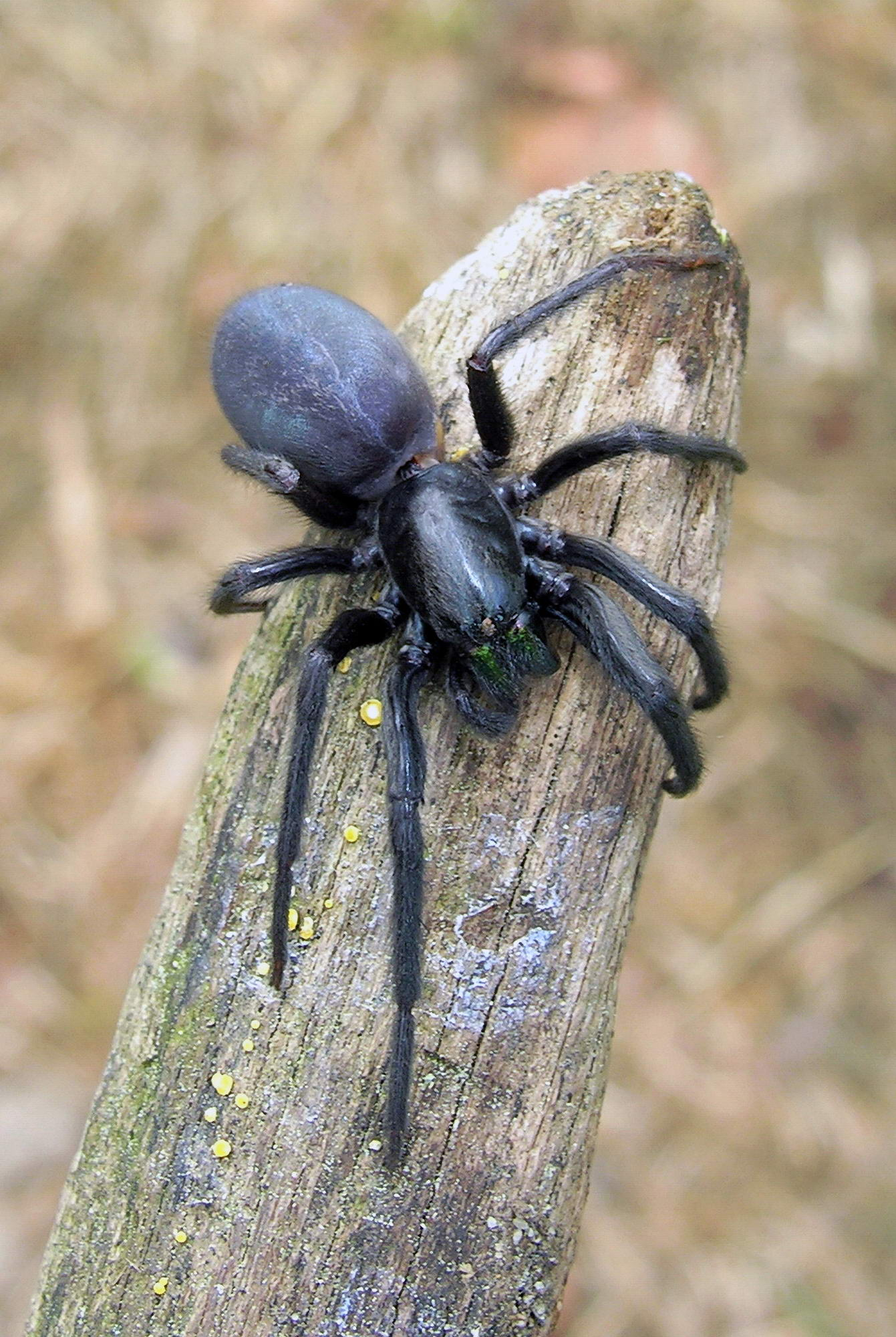
Segestria florentina

La femelle dépose ses œufs dans le tube de la toile. Après leur éclosion, elle reste avec les petits jusqu'à ce que ceux-ci s'en aillent. Mais si elle meurt avant l'éclosion, les petits mangeront alors leur mère avant de partir,.
À partir de l'étude ultrastructurale de la spermatogenèse de cette espèce (et de Dysdera crocata), les généticiens considèrent qu'elle a conservé certaines caractéristiques relativement primitives de la reproduction sexuée chez les araignées.

## Toxicologie
Son venin est étudié en pharmacologie pour utiliser éventuellement certaines toxines en neuroscience. Il contient en particulier des toxines agissant sur les canaux calciques.
Trois toxines insecticides de type polypeptide (dites toxines F5.5, F5.6, F5.7) avec des masses moléculaires 4973, 4993 et 5159 Da ont été isolées du venin de ségestries florentina d'Asie centrale. Ces toxines produisent une paralysie flasque complète de larves du papillon Heliothis virescens (DL50 de 4 à 10 μg/g), alors qu'elles sont inactives en injection intraveineuse chez la souris de laboratoire.
Une des toxines, protéine constituée de 45 acides aminés, présentant une forme originale, a été étudiée par RMN (avec rotation de l'échantillon à l'angle magique, pour contrer les effets d'aimantation de l'eau qui autrement nuiraient à l'observation).
En Europe, bien qu'assez agressive, la morsure de cette araignée est généralement un peu douloureuse pour l'homme mais n'est pas dangereuse. Elle donne simplement lieu à une réaction inflammatoire locale qui disparaît en quelques jours. Dans quelques cas une plaie peut subsister durant un mois ou, dans de rares cas en Amérique, provoquer une enflure importante qui peut se nécroser,.

## Publication originale
- Rossi, 1790 : Fauna etrusca: sistens insecta quae in Provinciis Florentina et Pisana praesertim collegit. Liburni, vol. 2, p. 126-140.